# Mika Hilander

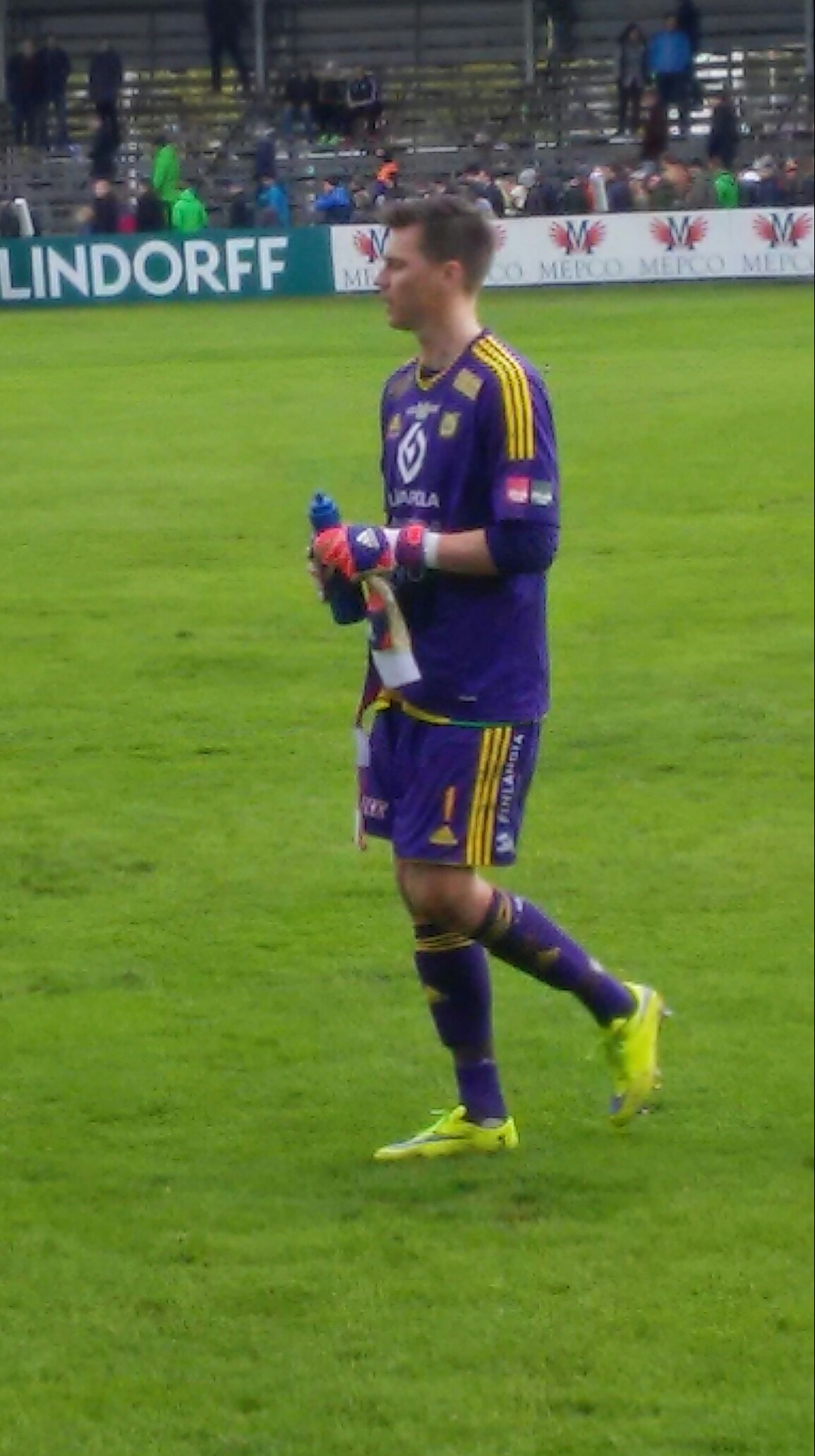

Mika Hilander (Tampere, 17 agosto 1983) è un ex calciatore finlandese, di ruolo portiere.

## Statistiche

### Cronologia presenze e reti in nazionale
| Cronologia completa delle presenze e delle reti in nazionale ― Finlandia | Cronologia completa delle presenze e delle reti in nazionale ― Finlandia | Cronologia completa delle presenze e delle reti in nazionale ― Finlandia | Cronologia completa delle presenze e delle reti in nazionale ― Finlandia | Cronologia completa delle presenze e delle reti in nazionale ― Finlandia | Cronologia completa delle presenze e delle reti in nazionale ― Finlandia | Cronologia completa delle presenze e delle reti in nazionale ― Finlandia | Cronologia completa delle presenze e delle reti in nazionale ― Finlandia |
| Data                                                                     | Città                                                                    | In casa                                                                  | Risultato                                                                | Ospiti                                                                   | Competizione                                                             | Reti                                                                     | Note                                                                     |
| ------------------------------------------------------------------------ | ------------------------------------------------------------------------ | ------------------------------------------------------------------------ | ------------------------------------------------------------------------ | ------------------------------------------------------------------------ | ------------------------------------------------------------------------ | ------------------------------------------------------------------------ | ------------------------------------------------------------------------ |
| 10-1-2016                                                                | Abu Dhabi                                                                | Svezia                                                                   | 3 – 0                                                                    | Finlandia                                                                | Amichevole                                                               | -3                                                                       |                                                                          |
| 13-1-2017                                                                | Abu Dhabi                                                                | Slovenia                                                                 | 2 – 0                                                                    | Finlandia                                                                | Amichevole                                                               | -                                                                        | 52’                                                                      |
| Totale                                                                   |                                                                          | Presenze                                                                 | 2                                                                        |                                                                          | Reti                                                                     | -3                                                                       |                                                                          |

## Palmarès

### Club

#### Competizioni nazionali
- Suomen Cup: 1

Ilves: 2019